# Nicotikis lackneri
Nicotikis lackneri är en skalbaggsart som beskrevs av Miłosz A. Mazur 2007. Nicotikis lackneri ingår i släktet Nicotikis och familjen stumpbaggar. Inga underarter finns listade i Catalogue of Life.